# Светски дан борбе против лова
Светски дан борбе против лова се обележава сваког 3. децембра.

## Значај
Активисти за заштиту животиња Светски дан борбе против лова обележавају са циљем указивања на одстрел и убијање животиња као примитивног облика насиља који угрожава опстанак многих животињских врста. На Западу је све распрострањенији феномен еколошког туризма – лов на животиње фотоапаратима, а не оружјем. Удружења за заштиту животиња наводе да овакве активности треба укинути и преусмерити их на обнављање њихових природних станишта и заштити угрожених врста.